# 1859 au Nouveau-Brunswick
Chronologie du Nouveau-Brunswick
- 1855
- 1856
- 1857
- 1858
- 1859
- 1860
- 1861
- 1862
- 1863

Cette page concerne les événements survenus en 1859 dans la colonie du Nouveau-Brunswick.

## Événements
- Thomas McAvity succède à William Smith au poste du maire de Saint-Jean.

## Naissances
- 24 février : George William Fowler, député et sénateur

## Décès
- 5 mai : Daniel Hanington, député